# Antonio Rüdiger
Antonio Rüdiger (Berlin, 3. ožujka 1993.) njemački je nogometaš koji igra na poziciji središnjeg beka. Trenutačno igra za Real Madrid.
Svoj profesionalni debi ostvario je za VfB Stuttgart II. Godine 2015. prelazi iz prve momčadi Stuttgarta u Romu, a 2017. u Chelsea. U svojoj prvoj sezoni kao igrač Chelseaja osvojio je FA kup, a UEFA Ligu prvaka u sezoni 2020./21. Godine 2022. Rüdiger je potpisao za Real Madrid.
Za Njemačku je debitirao u svibnju 2014. godine te je s njom 2017. osvojio FIFA Konfederacijski kup. S reprezentacijom je nastupao na Svjetskom prvenstvu 2018. i na Europskom prvenstvu 2020.

## Vanjske poveznice
- Profil, Chelsea F.C.
- Profil, Soccerbase  (engl.)
- Profil, fussballdaten.de  (njem.)